# Kalambaka
Kalambaka (in greco Καλαμπάκα?) [pron. greca kalambàka] è un comune della Grecia situato nella periferia della Tessaglia (unità periferica di Trikala) con 22853 abitanti secondo i dati del censimento 2001
A seguito della riforma amministrativa detta Programma Callicrate in vigore dal gennaio 2011 che ha abolito le prefetture e accorpato numerosi comuni, la superficie del comune è ora di 1565 km² e la popolazione è passata da 11841 a 22853 abitanti.
Kalambaka è una famosa meta turistica grazie alle meteore su cui sorgono numerosi monasteri ortodossi, che per la loro singolare presenza nel mondo sono diventati patrimonio dell'UNESCO. La città si trova al capolinea nord-occidentale dell'antica rete ferroviaria greca, ora facente parte dell'OSE.

## Storia
La città è costruita dove anticamente sorgeva la piccola località di Aegina, ma fu conosciuta fin dal decimo secolo con in nome di Stagoi (Στάγοι), una fortezza bizantina.
Del periodo medievale è sopravvissuta solamente "la cattedrale della dormizione". Il nome "Kalambaka" fu dato alla città sei o sette secoli più tardi; è di origine turca e significa "potente fortezza".
Il 27 agosto 1881 Kalambaka lasciò l'impero ottomano per unirsi al Regno di Grecia. Il 23 aprile 1943 una battaglia scoppiò tra gli abitanti del posto e i soldati occupanti dell'esercito italiano, causando la morte di 70 soldati.

## Amministrazione

### Gemellaggi
- Schwabach